# 영국의 국가

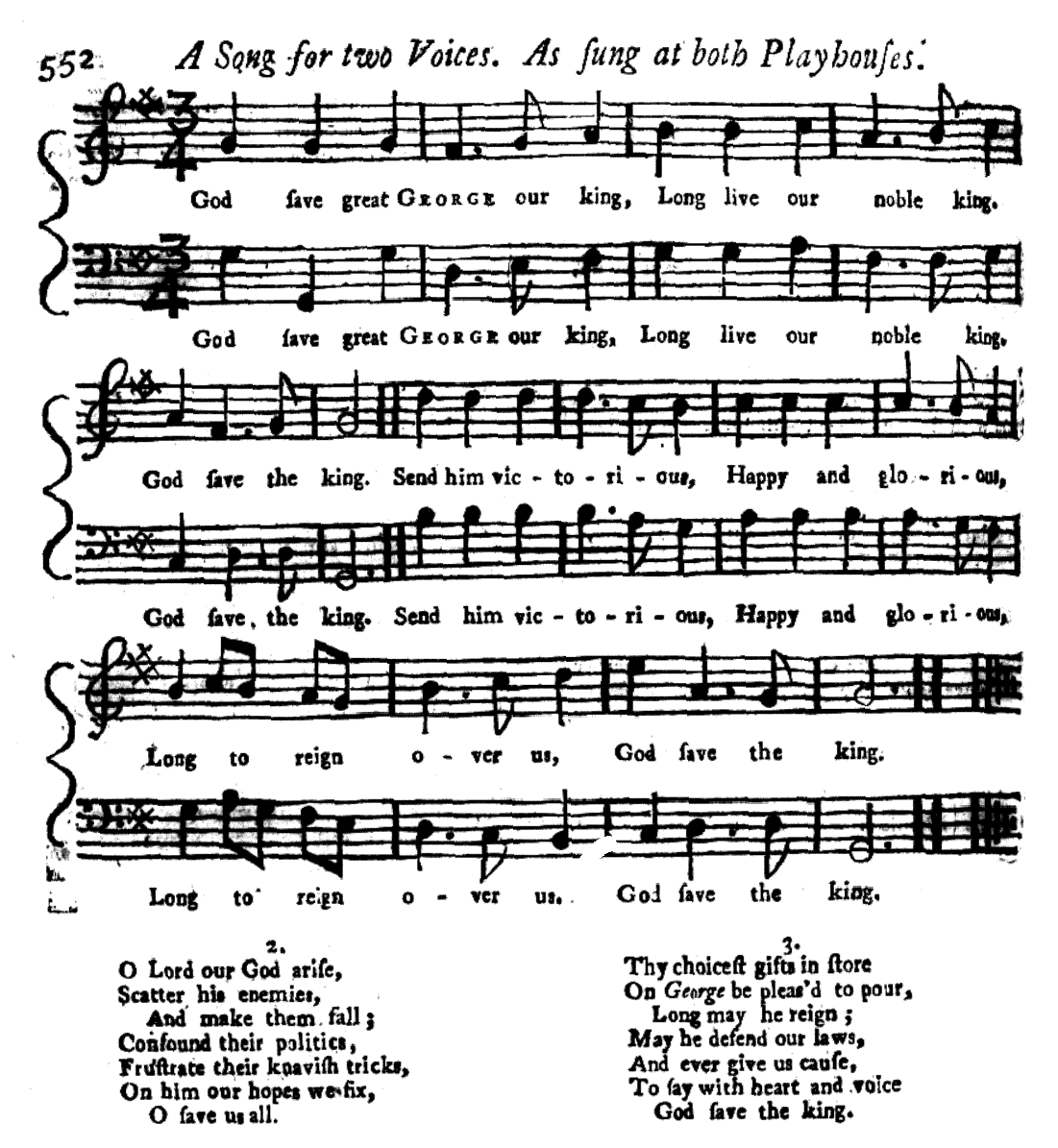
1745년에 발행된 The Gentleman's Magazine에 수록된 버전으로, 해당 페이지에는 "God Save our Lord the King: A new song set for two voices"이란 설명이 첨부되어있다.

《하느님, 국왕 폐하를 지켜 주소서》(God Save the King 갓 세이브 더 킹[*]) 또는 《하느님, 여왕 폐하를 지켜 주소서》(God Save the Queen 갓 세이브 더 퀸[*])는 영국과 영국 왕실속령의 국가이며, 1977년 이후 뉴질랜드의 두 국가 중 하나이다. 그리고 대부분의 영연방 왕국의 왕가이고 곡의 저자는 알 수 없으며 단성성가(plainchant)에서 유래했을 수 있지만 때때로 작곡가 존 불(John Bull)에 대한 귀속이 이루어졌다.
대영 제국의 일부가 아닌 국가에서는 "God Save the King"의 곡이 여전히 일반적으로 왕실 의식과 연결되어 있지만 다양한 애국적인 노래의 기초를 제공했다. 이 선율은 리히텐슈타인의 국가인 "Oben am jungen Rhein"과 노르웨이의 왕족인 "Kongesangen"에 계속 사용된다. 이 멜로디는 미국의 애국적인 노래 "My Country, 'Tis of Thee"("America"라고도 함)에 사용된다. 이 선율은 1871년부터 1918년까지 독일 제국의 국가 "Heil dir im Siegerkranz"와 1816년부터 1833년까지 러시아 제국의 국가인 "러시아인의 기도"로도 사용되었다. "Rufst du, mein Vaterland".
일관된 첫 번째 구절 외에도 "God Save the King"에는 많은 역사적이고 현존하는 버전이 있다. 처음 출판된 이후로 다른 구절이 추가되고 삭제되었으며, 오늘날에도 다양한 출판물에는 다양한 순서로 다양한 구절이 선택되어 있다. 일반적으로 한 절만 부르는데 때로는 두 구절을 부르고 어떤 경우에는 세 구절을 부른다.
전체 구성은 군주와 왕실 배우자를 위한 음악 경례인 반면, 왕실 경례를 받을 자격이 있는 다른 왕실 구성원(예: 웨일스 왕자와 그의 배우자)은 처음 6마디만 받는다. 처음 6개의 마디는 또한 영국 이외의 일부 영연방 왕국에서 총독 경례의 전부 또는 일부를 형성한다.(예: 캐나다에서는 공식 행사에서 총독과 부총재가 "God Save the King"의 처음 6개 마디와 함께 경례를 한다. "오 캐나다"의 처음 4마디와 마지막 4마디로), 영국 해외 영토의 주지사들에게 주어지는 경례가 뒤따랐다.

## 역사
엘리자베스 2세 여왕이 재위하고 있었을때 까지는 여왕(Queen)을 썼으나, 여왕이 사망하여 장남인 찰스 3세가 즉위함에 따라 국왕(King)으로 명칭이 바뀌었다.
1797년에 제정된 신성 로마 제국의 첫 번째 국가인 《하느님, 좋은 프란츠 황제 폐하를 보우하소서》(Gott erhalte Franz, den Kaiser)는 이 노래의 영향을 받았다.

## 상세
영국의 국가이지만, 잉글랜드만의 비공식 국가로 《예루살렘》(Jerusalem)과 엘가가 작곡한 《희망과 영광의 땅》(Land of Hope and Glory)이 존재하며 이 곡의 가락은 위풍당당 행진곡 제1번에 사용되었다. 이외에 영국 찬가이자 국가에 준하는 것으로 취급되기도 하는 《룰 브리타니아》(Rule Britannia)도 있다.
스코틀랜드는 공식 국가가 없지만, 통상 국가를 《스코틀랜드의 꽃》(Flower of Scotland)과 행진곡인 《용감한 스코틀랜드》(Scotland the Brave)로 통용한다.
웨일스의 공식 국가는 《우리 아버지의 땅》(Hen Wlad Fy Nhadau)이다.
북아일랜드는 공식 국가가 없지만, 통상 국가를 《런던데리의 노래》(Londonderry Air)로 통용한다.
영국을 이루는 구성국인 잉글랜드, 스코틀랜드, 웨일스, 북아일랜드에서는 축구 등의 스포츠 경기가 열릴 때는 각 국가들의 단독 국가를 연주한다. 다만 위 4개국이 영국으로 통용이 되지 않는 행사를 제외하고, 평상시에는 영국 국가를 부른다. 웨일스 왕자가 영국 군대를 사열하기 전에도 웨일스의 국가가 아닌 영국 국가가 연주될 정도이다.
군주를 찬양하는 노래이기에, 일반적으로 영국의 군주는 국가를 부를 때 함께 부르지 않고, 침묵한다.

## 영어가사
하느님, 국왕 폐하를 지켜 주소서는 현재 1~3절만 표준으로 정해져 있는데 통상 1절 단독, 혹은 1절과 3절만을 통상 부른다. 2절은 가사에서 호전적인 의미를 가지기 때문에 거의 부르지 않는다.
/ 뒤는 여성 국왕일 때 쓰이는 단어이다.
1. God save our gracious King/Queen,
Long live our noble King/Queen,
God save the King/Queen!
Send him/her victorious,
Happy and glorious,
Long to reign over us;
God save the King/Queen!
2. O Lord our God arise,
Scatter his/her enemies
And make them fall;
Confound their politics,
Frustrate their knavish tricks,
On Thee our hopes we fix,
God save us all!
3. Thy choicest gifts in store
On him/her be pleased to pour;
Long may she/he reign;
May he/she defend our laws,
And ever give us cause
With heart and voice to sing†,
God save the King/Queen!
†여성 국왕일 때는 구(句)의 순서를 바꾸어 To sing with heart and voice이라고 부르도록 되어 있다.
4. Not in this land alone,
But be God's mercies known,
From shore to shore!
Lord make the nations see,
That men should brothers be,
And form one family,
The wide world over.
5. From every latent foe,
From the assassins blow,
God save the King/Queen!
O'er him/her thine arm extend,
For Britain's sake defend,
Our mother, prince, and friend,
God save the King/Queen!
6. Lord grant that Marshal Wade
May by thy mighty aid
Victory bring.
May he sedition hush,
And like a torrent rush,
Rebellious Scots to crush.
God save the King/Queen!

## 해석
1
하느님, 저희의 자비로우신 국왕(왕) 폐하를 지켜 주소서.
고귀하신 저희의 국왕(왕) 폐하 만수무강케 하사,
하느님, 국왕(왕) 폐하를 지켜 주소서.
국왕(왕) 폐하께 승리와
복(福)과 영광을 주소서.
저희 위에 길이 군림케 하소서.
하느님, 폐하를 지켜 주소서.
2
오, 지도자이신 주님, 일어나시어
국왕/여왕 폐하의 적들을 변방으로 흩으사
패배하도록 하소서.
그들의 정치에 혼란을,
그들의 간교한 계략에 좌절을.
당신께 저희의 희망을 거노니
저희 모두를 보우하소서.
3
그대의 최상의 선물을 기뻐하사
국왕(왕) 폐하께 부어주소서.
국왕(왕) 폐하를 길이 군림케 하소서!
국왕(왕) 폐하께서 우리 법을 수호케 하시길,
항상 우리가 마음과 목소리로 찬양할 수 있도록
선정을 베풀게 하소서.
하느님, 국왕(왕) 폐하를 지켜 주소서.
4
이 땅뿐만 아니라
널리 하느님의 은혜가 알려지도록 하소서.
해안으로부터 해안까지
이 세계의 전 인류가 형제되어야 함을,
한 가족이 되어야 함을,
만국이 보게 하소서.
하느님, 국왕(왕) 폐하를 지켜 주소서.
5
보이지 않는 모든 적들로부터,
모든 암살자의 습격으로부터
우리 국왕(여왕) 폐하를 구하소서!
그 팔을 국왕(왕) 폐하 위에 펼치사
브리튼을 위하여 지키소셔.
우리 국모와 황태자와 벗을 지키시길!
하느님, 국왕(왕) 폐하를 지켜 주소서.
6
주님, 저 원수(元帥)로 하여금
당신의 가호와 함께
그의 승리를 허락하소서
반역을 퇴치하여,
그분이 성난 노도처럼,
모반하는 스코틀랜드인들을 부수기를!
하느님, 국왕(왕) 폐하를 지켜 주소서.
해석 주
(1절-6절)그대(Thou, on thee)는 기독교의 하느님을 가리킨다.
(3절) 의역으로 두 줄연결 해석: And ever give us cause/ To sing with heart and voice
(직역-그리고 언제나 우리가 여왕 폐하를 찬양할 수 있는 이유를 제공해 주소서)
(1절-6절) God save the Queen은 포괄적인 뜻을 가진다,
(예-여왕 폐하를 지켜주소서, 여왕 폐하를 보호하소서[5절 참고])문맥상의 이유로 '여왕 폐하 만세'로 번역)
(6절) 여기의 Scot은 영어에서 스코틀랜드인을 가리키는 단수 명사로서, 구체적으로는 스코틀랜드의 재커바이트들을 가리키는 말이다. 1745년 당시 재커바이트는 스코틀랜드에 많았기 때문에 이 절이 지어졌다. 그러나 곧 유행에서 멀어져 더 이상 불리지 않았기 때문에, 이 부분은 국가로 채택된 적이 없다.

## 캐나다
캐나다에서는 영어 1절이 프랑스어로 번역되어 있다.
Dieu protège la reine
De sa main souveraine!
Vive la reine!
Qu'un règne glorieux
Long et victorieux,
Rende son peuple heureux.
Vive la reine!
그리고 캐나다 전용 가사가 추가로 있다.
Our loved Dominion bless
With peace and happiness
From shore to shore;
And let our Empire be
Loyal, united, free,
True to himself and Thee
For evermore.

## 다른 영연방 국가에서의 사용
- 웨일스는 공식 국가로 ‘우리 아버지의 땅’이 있다.
- 잉글랜드는 일반적으로 God Save the Queen을 사용한다. 그러나 잉글랜드만을 상징하고자 할 때는 ‘예루살렘’이나 ‘희망과 영광의 땅(Land of Hope and Glory)’ 등을 사용한다.
- 영국의 또 다른 비공식 국가, ‘룰 브리타니아는 토마스 아니(Thomas Arne)의 오페라, "알프레드 대왕"으로부터 나왔다.
- 북아일랜드는 영국 전통 행사에서는 God Save the Queen을, 아일랜드 전통 행사에서는 ‘전사의 노래(Amhrán na bhFiann)’를 사용한다. 또 ‘런던데리의 노래(Londonderry Air)’도 사용된다.
- 스코틀랜드에서는 ‘스코틀랜드의 꽃(Flower of Scotland)’이나 ‘Scotland the Brave’, 또는 전통적으로 ‘Scots Wha Hae’를 사용한다. 그러나 공식적으로 지정된 국가는 God Save the Queen 뿐이다.
- 국제 축구 경기에서는 잉글랜드와 북아일랜드는 God Save the Queen을, 스코틀랜드는 Flower of Scotland를, 웨일스는 Hen Wlad Fy Nhadau를 쓴다.
- 국제 테스트 크리켓 경기에서 잉글랜드는 2004년부터 Jerusalem을 국가로 사용한다.
- 국제 럭비 리그 대회에서 잉글랜드는 Land of Hope and Glory를 써왔으나 2005년부터 God Save the Queen으로 변경하였다. 스코틀랜드는 Flower of Scotland를, 웨일스는 Hen Wlad Fy Nhadau를 쓴다. 그레이트브리튼 매치에서는 God Save the Queen이 연주된다.
- 국제 럭비 유니언 대회에서 잉글랜드는 God Save the Queen을, 스코틀랜드는 Flower of Scotland를 사용한다. 아일랜드(북아일랜드와 아일랜드 공화국을 모두 대표하는 팀)는 홈과 어웨이 경기에서 Ireland’s Call을 사용하되, 아일랜드 공화국 내의 경기장에서 경기가 열릴 때에는 아일랜드 공화국 국가Amhrán na bhFiann을 이 곡과 함께 연주한다.
- 근래에 브리티시 앤드 아이리시 라이언스 럭비 유니언 투어에서는 라이언스 팀의 국가로 ‘The Power of Four’를 사용하나 대부분의 선수들이 이 곡을 모른다.
- ‘The Song of the Western Men’(또한 ‘Trelawny’로 알려져 있음)은 일반적으로 콘월의 주가(州歌)로 여겨진다. 그러나 몇몇 콘월 민족주의자들은 콘월어로 된 ‘Bro Goth Agan Tasow’를 채택할 것을 주장한다.

## 다른 곳에서 사용
- 리히텐슈타인의 국가 《젊은 라인 강 위에》는 영국의 국가와 같은 곡조를 사용한다.
- 과거 독일 제국에서 사용된 국가는 영국의 국가(God save the Queen)과 같은 곡조를 지녔다. (1871년~1918년까지 불림.)

## 음악적 각색

### 작곡가
약 140명의 작곡가가 작곡에 이 곡을 사용했다.
- 루트비히 판 베토벤은 1802/03년에 영국의 국가 주제에 의한 일곱 개의 변주곡 다장조 변주곡 세트를 작곡했으며, WoO 78로 분류된다. 그는 또한 그의 관현악 작품인 웰링턴의 승전에서도 이를 인용한다. 열두 개의 다양한 국적의 민요, WoO 157의 첫 번째 편곡곡이기도 하다.

## 참고 자료
- Scholes, Percy A. (1954). 《God Save the Queen!: The History and Romance of the World's First National Anthem》 (영어). Oxford University Press.